# Лютки, Ваутер
Ваутерус Леонардус Лютки (нидерл. Wouterus Leonardus Lutkie) (23 февраля 1887, Хертогенбос — 23 января 1968, Нюланд) — нидерландский политический деятель, священник.

## Биография
Родился в Хертогенбосе. Лютки происходил из богатой семьи бизнесмена. Поначалу находился под влиянием идей Эрнеста Хелло и Леона Блуа. Но вскоре Лютки заинтересовался национализмом в сочетании с католицизмом. Получил сан священника в 1919 году. Опубликовывал свои статьи в журнале Vreugde, которые вызвали спор с его епископом.
В 1924 году Лютки посетил Италию. Он остался доволен поездкой. До поездки Ваутер симпатизировал идеям Шарля Морраса, но после неё Лютки стал поклонником идей Бенито Муссолини. В 1930 году Лютки основал собственный журнал Aristo. Он просуществовал до 1943 года, но журнал возродился после войны и функционировал до 1965 года. Лютки перевёл работы Муссолини на нидерландский язык и публиковал интервью с лидером итальянского фашизма.
Ваутер искал пути сближения с Чёрным фронтом и Арнольдом Мейером, так как Лютки пытался соединить фашизм и традиционное христианство. Ваутеру удалось создать малочисленную, но фанатичную группу последователей.
Лютки никогда не интересовался нацизмом и не поддерживал Мюссерта, не сотрудничал с немцами. После войны Лютки не сталкивался с обвинениями в коллаборационизме и продолжил публикации в журнале Aristo.
Умер в Нюланде 23 января 1968 года.